# Unité d'instruction et d'intervention de la sécurité civile n°5
L'unité d'instruction et d'intervention de la sécurité civile no 5 (UIISC N°5), est une unité militaire française de l’Armée de terre appartenant à l’arme du génie et faisant partie de la brigade militaire de la sécurité civile.
L'unité est située sur la commune de Corte et est mise pour emploi auprès du ministère de l'Intérieur pour intervenir, tant en France qu’à l’étranger, face aux risques majeurs de toute nature pour protéger les populations et sauvegarder l’environnement.

## Historique de l'unité et du quartier De Chabrières

### Les dates importantes de la création de l'unité
De 1914 à 1960, le 173e RI était installé au quartier De Chabrières.
Puis en 1962 à l'issue de la guerre d'Algérie, le Groupement d'instruction de la Légion étrangère (GILE) s'installe au quartier dénommé "camp de la Minoterie" pour y instruire des cadres. Le quartier accueillait une compagnie d'instruction des services et une d'instruction des cadres.
En juillet 1984, un premier détachement de l'unité d'instruction et d'intervention de la sécurité civile n°7 s'installe au sein du quartier alors appelé « escadron de sécurité civile ». Elle était initialement chargée de renforcer les moyens insulaires de lutte contre les feux de forêts.
Le 1er avril 1988, l’unité d’instruction et d'intervention de la sécurité civile no 5 (UIISC 5) est créée à partir d'un détachement de l'unité d'instruction et d'intervention de la sécurité civile no 7 stationné à Corte depuis 1984.
Le 5 avril 1991, l'unité reçoit son fanion de corps. Il reprend, par filiation, les décorations du fanion de commandement du détachement de l'UIISC 7.
Ayant atteint un effectif maximal de 230 sapeurs-sauveteurs en 1994, l’UIISC5 subit une  restructuration importante à la fin de la conscription. Son effectif descend alors à 40 permanents pour ne constituer qu’une base avancée de la sécurité civile en Corse. Elle y accueille alors des renforts en provenance de l’UIISC1 et l’UIISC7.
À partir de juin 2007, débute une remontée en effectif puisqu’elle retrouve une autonomie opérationnelle et se voit confier un rôle de centre de formation aux risques naturels. Elle atteint désormais un effectif de permanent de 140 sapeurs-sauveteurs.
Le 27 juin 2022, le fanion de l'unité a été décoré de la médaille d'honneur pour acte de courage et de dévouement échelon or ainsi que de la médaille de la Défense nationale échelon or avec palme de bronze (citation à l'ordre de l'armée).

### Interventions majeures en France et dans le monde
Depuis la création de l'unité, les sapeurs sauveteurs de l’UIISC5 se sont distingués sur un grand nombre de catastrophes majeures en France et dans le reste du monde :
- 2001 : AZF Toulouse
- 2003 : Cyclone Erica en Nouvelle-Calédonie
- 2010 : Tempête Xynthia et tremblement de terre d’Haïti
- 2013 : Typhon Haiyan aux Philippines
- 2016 : Ouragan Matthew en Haïti et Inondations en France
- 2017 : Ouragan Irma à Saint-Martin et dans les Antilles[5]
- 2018 : Inondations dans l'Aude
- 2019 : Feux de forêt en Amazonie
- 2020 : La crise sanitaire du COVID-19
- 2021 : Inondations en Belgique
- 2023 : Feux de forêt au Chili
- 2023 : déploiement en Grèce dans le cadre du mécanisme européen de protection civile[6].

## Spécialités de l'unité
Missions de la BMSC en général : en France ou à l'étranger, les unités (1er RIISC, UIISC5, 7e RIISC) contribuent à la protection des populations, des biens et de l'environnement face aux menaces technologiques (NRBC) et/ou catastrophes naturelles (séisme, inondations, feux de fotêt, ...). Sur le territoire national, les sapeurs-sauveteurs interviennent en renfort lorsque les sapeurs-pompiers ne peuvent plus faire face seuls à une crise majeure.
Sur le plan international, la BMSC intervient à la demande d'un pays concerné par une crise majeure pour les mêmes missions telles que naturelles ou technologiques.
L'UIISC5 est en mesure d'intervenir en Corse, sur le continent et également à l'étranger. L'unité assure la formation technique des cadres et sapeurs-sauveteurs dans les domaines du risque naturel.
Les différentes missions sont :
- Feux d'espace naturel ;
- Sauvetage-déblaiement (séisme) ;
- Tempête ;
- Inondations ;
- Aide à la population ;
- Campagne de brulage dirigé ;
- Appui aux secours en montagne ;
- Capacité aérocordage.

## Chefs de corps
- 1988 - 1990 : Chef de bataillon Christian Cardamone
- 1990 - 1993 : Lieutenant-colonel Jean-Marie Calas
- 1993 - 1996 : Lieutenant-colonel Pierre Launay
- 1996 - 1999 : Lieutenant-colonel Bernard Demaret
- 1999 - 2001 : Lieutenant-colonel Guy Casanova
- 2001 - 2003 : Lieutenant-colonel André Ducat
- 2003 - 2006 : Lieutenant-colonel Philippe Cova
- 2006 - 2008 : Lieutenant-colonel Louis Bonfils
- 2008 - 2011 : Lieutenant-colonel Philippe Sarron
- 2011 - 2013 : Lieutenant-colonel Christophe Morin
- 2013 - 2016 : Lieutenant-colonel Gérard Ré
- 2016 - 2018 : Lieutenant-colonel Michel Bourgoin
- 2018 - 2020 : Lieutenant-colonel Laurent Couasne
- 2020 - 2022 : Lieutenant-colonel Manuel Kremer
- 2022 - 2024 : Lieutenant-colonel Christophe Peltier
- Depuis juin 2024 : Lieutenant-colonel Stéphane Drenne